# Bhandardaha
Bhandardaha é uma vila no distrito de Haora, no estado indiano de Bengala Ocidental.

## Geografia
Bhandardaha está localizada a 22° 37′ N, 88° 13′ L. Tem uma altitude média de 12 metros (39 pés).

## Demografia
Segundo o censo de 2001, Bhandardaha tinha uma população de 4816 habitantes. Os indivíduos do sexo masculino constituem 50% da população e os do sexo feminino 50%. Bhandardaha tem uma taxa de literacia de 65%, superior à média nacional de 59,5%; a literacia no sexo masculino é de 70% e no sexo feminino é de 60%. 11% da população está abaixo dos 6 anos de idade.